# Dom Expedito Lopes
Dom Expedito Lopes är en kommun i Brasilien.   Den ligger i delstaten Piauí, i den östra delen av landet, 1 200 km nordost om huvudstaden Brasília. Antalet invånare är 6 587.
Omgivningarna runt Dom Expedito Lopes är huvudsakligen savann. Runt Dom Expedito Lopes är det glesbefolkat, med 9 invånare per kvadratkilometer.